# Ditmir Bushati
Ditmir Bushati, född den 24 mars 1977 i Shkodra i Albanien, är en albansk politiker och från 15 september 2013 till 21 januari 2019 landets utrikesminister.
Bushati valdes in i Albaniens parlament från Tirana distrikt för första gången 2009 och han återvaldes vid parlamentsvalet i Albanien 2013. I november 2011 valdes han in i Albaniens socialistpartis styrgrupp. Efter att alliansen ASHE (Allians för ett europeiskt Albanien) vunnit parlamentsvalet 2013 utsågs han av den nye premiärministern Edi Rama till landets utrikesminister och han tillträdde den 15 september samma år då han efterträdde Aldo Bumçi.
Bushati är gift med Alda Bushati och de har två barn tillsammans. Utöver albanska talar Bushati engelska och italienska.